# MPEG-4
MPEG-4 — група стандартів на цифрове стиснення аудіо й відео, прийняту MPEG (Moving Picture Experts Group — Групою Експертів в області Відео). З'явився у 1998 році і містить у собі групу стандартів стиснення аудіо і відео і суміжні технології, схвалені ISO — Міжнародною Організацією по стандартизації/iEC Moving Picture Experts Group (MPEG). Стандарт MPEG-4 в основному використається для мовлення (потокове відео), запису дисків з фільмами CD, відеотелефонії (відеотелефон), і Широкомовлення, що активно використовує стиснення цифрових відео й аудіо.
MPEG-4 містить у собі багато функцій MPEG-1, MPEG-2 й інших подібних стандартів, додаючи такі функції як підтримка мови віртуально розмітки VRML для показу 3D-об'єктів, об'єктно-орієнтовані файли, підтримка керування правами й різні типи інтерактивного медіа. AAC був стандартизований як доповнення до MPEG-2 (частина 7), був також розширений і включений в MPEG-4.